# Chế độ ăn cacbohydrat thấp
Chế độ ăn cacbohydrat thấp hay Chế độ ăn ít carbohydrate hoặc chế độ ăn hạn chế carbohydrate (CRD) là chế độ ăn kiêng hạn chế tiêu thụ carbohydrate so với chế độ ăn trung bình. Thực phẩm giàu carbohydrate (ví dụ, đường, bánh mì, mì ống) bị hạn chế và được thay thế bằng thực phẩm chứa tỷ lệ chất béo và protein cao hơn (ví dụ: thịt, thịt gia cầm, cá, động vật có vỏ trứng, phô mai các loại hạt), như  cũng như các loại thực phẩm ít carbohydrate (ví dụ rau bina, cải xoăn, củ cải, cải bắp và các loại rau xơ khác). Thiếu tiêu chuẩn hóa về chế độ ăn ít carbohydrate phải có bao nhiêu carbohydrate, và điều này có nghiên cứu phức tạp. Một định nghĩa, từ Học viện Bác sĩ Gia đình Hoa Kỳ, chỉ định chế độ ăn ít carbohydrate là có hàm lượng carbohydrate dưới 20%.
Chế độ ăn ít carbohydrate có liên quan đến tăng tỷ lệ tử vong và chúng có thể bỏ lỡ các lợi ích sức khỏe mà carbohydrate chất lượng cao có được như trong các loại đậu bao gồm các loại đậu hoặc đậu, và trái cây và rau quả. Nhược điểm của chế độ ăn kiêng có thể bao gồm chứng hôi miệng, đau đầu và táo bón, và nói chung các tác dụng phụ tiềm ẩn của chế độ ăn uống chưa được nghiên cứu, đặc biệt đối với các rủi ro nghiêm trọng hơn có thể xảy ra như đối với sức khỏe xương và tỷ lệ mắc ung thư.
Chế độ ăn hạn chế carbohydrate có thể hiệu quả, hoặc hiệu quả hơn một chút so với chế độ ăn ít chất béo trong việc giúp giảm cân trong thời gian ngắn. Về lâu dài, việc duy trì cân nặng hiệu quả phụ thuộc vào việc hạn chế calo, chứ không phải tỷ lệ các chất dinh dưỡng đa lượng trong chế độ ăn uống. Giả thuyết được đề xuất bởi chế độ ăn kiêng ủng hộ rằng carbohydrate gây ra sự tích tụ chất béo không đáng có thông qua môi trường insulin và chế độ ăn ít carbohydrate có "lợi thế trao đổi chất", đã bị làm sai lệch bởi thí nghiệm.
Không rõ chế độ ăn carbohydrate thấp ảnh hưởng đến sức khỏe tim mạch như thế nào; bất kỳ lợi ích nào từ LDL cholesterol có thể được bù đắp bằng cách tăng cholesterol LDL, gây nguy cơ gây tắc nghẽn động mạch trong thời gian dài.
Chế độ ăn hạn chế carbohydrate không hiệu quả hơn chế độ ăn lành mạnh thông thường trong việc ngăn ngừa sự xuất hiện của bệnh tiểu đường loại 2, nhưng đối với những người mắc bệnh tiểu đường loại 2, họ là một lựa chọn khả thi để giảm cân hoặc giúp kiểm soát đường huyết. Có rất ít bằng chứng cho thấy chế độ ăn ít carbohydrate rất hữu ích trong việc kiểm soát bệnh tiểu đường loại 1.Hiệp hội Tiểu đường Hoa Kỳ khuyến cáo rằng những người mắc bệnh tiểu đường nên áp dụng chế độ ăn uống lành mạnh, thay vì chế độ ăn tập trung vào carbohydrate hoặc các chất dinh dưỡng đa lượng khác.
Một hình thức cực đoan của chế độ ăn ít carbohydrate - chế độ ăn Ketogenic - được thiết lập như một chế độ ăn uống y tế để điều trị bệnh động kinh. Thông qua sự chứng thực của người nổi tiếng, nó đã trở thành một chế độ ăn kiêng giảm cân phổ biến, nhưng không có bằng chứng về bất kỳ lợi ích đặc biệt nào cho mục đích này và nó có thể có một số tác dụng phụ ban đầu. Hiệp hội Dinh dưỡng Anh gọi nó là một trong "5 chế độ ăn tồi tệ nhất cần tránh trong năm 2018".

## Định nghĩa và phân loại

### Tỷ lệ vi chất dinh dưỡng
Các tỷ lệ dinh dưỡng đa lượng của chế độ ăn ít carbohydrate không được tiêu chuẩn hóa. Tính đến  năm 2018 các định nghĩa mâu thuẫn của chế độ ăn "ít carbohydrate" có nghiên cứu phức tạp về chủ đề này.
Học viện Bác sĩ gia đình Hoa Kỳ định nghĩa chế độ ăn ít carbohydrate là chế độ ăn kiêng hạn chế lượng carbohydrate đến 20 đến 60 gram mỗi ngày, thường là dưới 20% lượng calo. Một năm 2016 đánh giá chế độ ăn ít carbohydrate được phân loại chế độ ăn kiêng với 50g carbohydrate mỗi ngày (ít hơn 10% tổng lượng calo) là "rất thấp" và chế độ ăn kiêng với 40% calo từ carbohydrate là chế độ ăn ít carbohydrate "nhẹ". Tỷ lệ carbohydrate tối ưu trong chế độ ăn uống cho sức khỏe được cho là 50-55%.

### Các thực phẩm

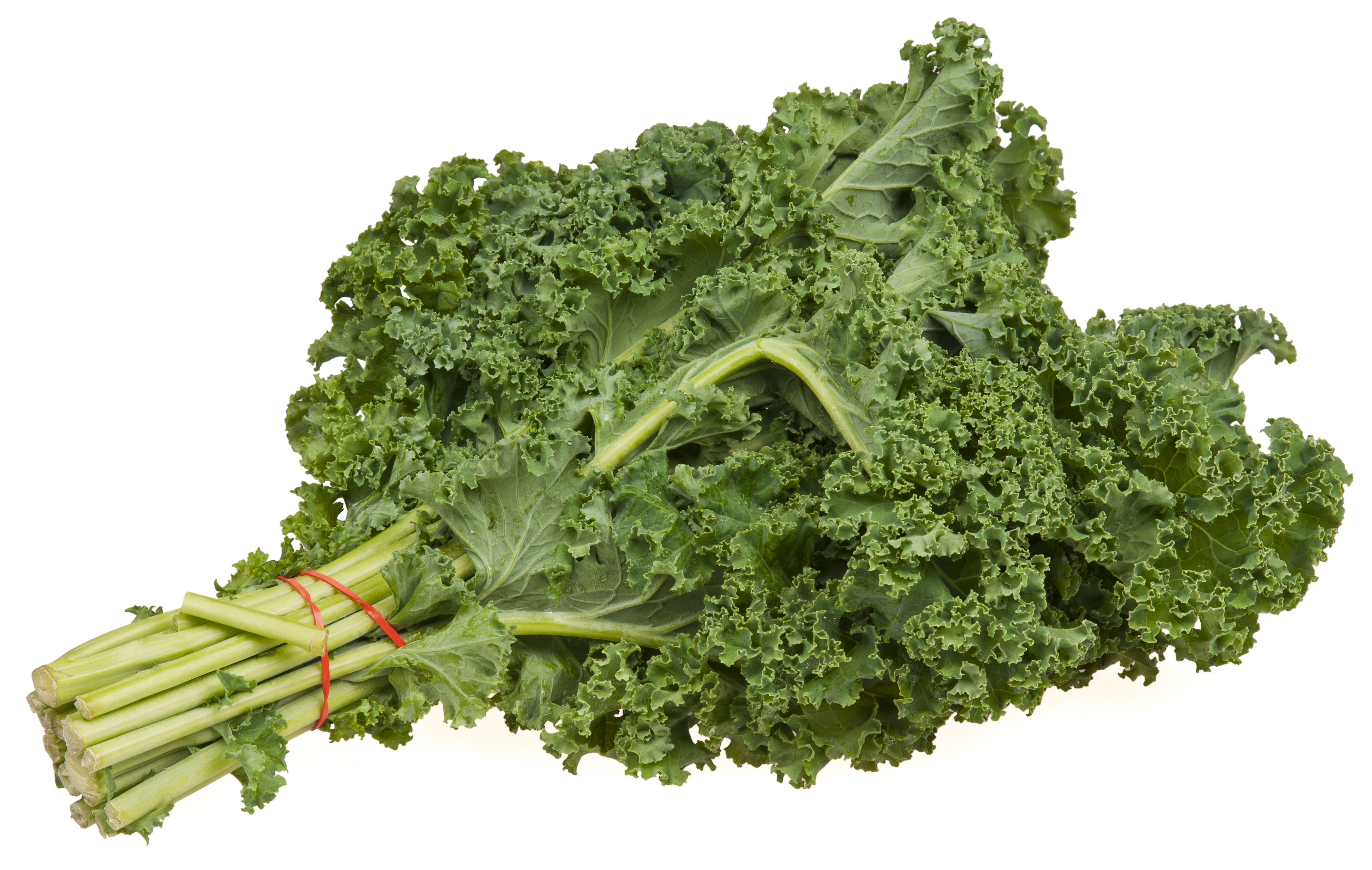
Giống như các loại rau lá khác, cải xoăn là một loại thực phẩm chứa ít carbohydrate.

Có bằng chứng cho thấy chất lượng, chứ không phải số lượng, carbohydrate trong chế độ ăn rất quan trọng đối với sức khỏe, và thực phẩm giàu carbohydrate tiêu hóa chất xơ chậm có lợi cho sức khỏe trong khi thực phẩm có đường và tinh chế cao thì ít hơn. Những người chọn chế độ ăn uống cho điều kiện sức khỏe nên có chế độ ăn uống phù hợp với yêu cầu cá nhân của họ. Đối với những người có điều kiện trao đổi chất, nên có chế độ ăn kiêng với khoảng 40-50% carbohydrate.
Hầu hết các loại rau là thực phẩm có hàm lượng carbohydrate thấp hoặc trung bình (trong một số chế độ ăn ít carbohydrate, chất xơ được loại trừ vì nó không phải là carbohydrate dinh dưỡng). Một số loại rau, chẳng hạn như khoai tây es, cà rốt, ngô (ngô) và gạo có nhiều tinh bột. Hầu hết các kế hoạch chế độ ăn ít carbohydrate chứa các loại rau như bông cải xanh, rau bina, cải xoăn, rau diếp, dưa chuột, súp lơ, ớt và hầu hết các loại rau lá xanh.

## Nhận nuôi và vận động
Học viện Y khoa Quốc gia khuyên bạn nên ăn tối thiểu 130 g carbohydrate mỗi ngày.
FAO và WHO tương tự khuyến nghị rằng phần lớn năng lượng khẩu phần đến từ carbohydrate. Chế độ ăn ít carbohydrate không phải là một lựa chọn được đề xuất trong phiên bản 2015-2020 của Hướng dẫn chế độ ăn uống cho người Mỹ, mà thay vào đó khuyến nghị chế độ ăn ít chất béo.
Carbonhydrate đã bị cáo buộc sai là "vỗ béo" độc nhất macronutrient, khiến nhiều người ăn kiêng hiểu lầm về việc bổ sung dinh dưỡng trong chế độ ăn uống của họ bằng cách loại bỏ thực phẩm giàu carbohydrate. Những người ủng hộ chế độ ăn ít carbohydrate nhấn mạnh nghiên cứu nói rằng chế độ ăn ít carbohydrate ban đầu có thể gây giảm cân lớn hơn một chút so với chế độ ăn cân bằng, nhưng một số nghiên cứu cho thấy lợi thế như vậy không tồn tại. Trong việc duy trì cân nặng thành công lâu dài được xác định bởi lượng calo, chứ không phải bởi tỷ lệ dinh dưỡng đa lượng.
Công chúng đã trở nên bối rối bởi cách mà một số chế độ ăn kiêng, chẳng hạn như Chế độ ăn kiêng và chế độ ăn kiêng South Beach được quảng bá là "ít carbohydrate" trong khi thực tế họ sẽ được gọi là "phương tiện" "Chế độ ăn kiêng carbohydrate.

### Giả thuyết carbohydrate-insulin
Những người ủng hộ chế độ ăn ít carbohydrate bao gồm Gary Taubes và David Ludwig đã đề xuất một "giả thuyết carbohydrate-insulin" trong đó carbohydrate được cho là vỗ béo duy nhất vì nó làm tăng mức insulin và vì vậy nó làm tăng mức độ insulin làm cho chất béo tích tụ quá mức. Giả thuyết này dường như đi ngược lại với sinh học đã biết của con người, theo đó không có bằng chứng tốt về bất kỳ mối liên hệ nào như vậy giữa các hành động của insulin và tích lũy chất béo và béo phì. Giả thuyết dự đoán rằng chế độ ăn kiêng carbohydrate thấp sẽ mang lại "lợi thế trao đổi chất" cho việc tăng chi tiêu năng lượng tương đương 400-600 & thinsp; kcal / ngày, theo lời hứa của chế độ ăn kiêng của Atkin: "cách giữ lượng calo cao gầy mãi".
Với sự tài trợ từ Laura and John Arnold Foundation, năm 2012 Taubes đã đồng sáng lập Sáng kiến Khoa học Dinh dưỡng (NuSI), với mục đích huy động hơn 200 triệu đô la để thực hiện "Dự án Manhattan cho dinh dưỡng" và xác nhận giả thuyết. Kết quả trung gian, được công bố trong  Tạp chí Dinh dưỡng lâm sàng Hoa Kỳ  không cung cấp bằng chứng thuyết phục về bất kỳ lợi thế nào đối với chế độ ăn ít carbohydrate so với chế độ ăn kiêng có thành phần khác & ndash; cuối cùng, chế độ ăn ketogen rất ít calo (5% carbohydrate) "không liên quan đến việc giảm khối lượng chất béo đáng kể" so với chế độ ăn không chuyên biệt có cùng lượng calo; không có "lợi thế trao đổi chất"". Vào năm 2017 Kevin Hall, một nhà nghiên cứu NIH đã thuê để hỗ trợ dự án, đã viết rằng giả thuyết carbohydrate-insulin đã làm sai lệch bằng thí nghiệm. Hall đã viết "sự gia tăng tỷ lệ béo phì có thể chủ yếu là do tăng tiêu thụ carbohydrate tinh chế, nhưng các cơ chế có thể hoàn toàn khác với các mô hình được đề xuất bởi mô hình insulin carbohydrate.".

## Khía cạnh sức khỏe

### Tuân thủ
Người ta đã nhiều lần nhận thấy rằng về lâu dài, tất cả các chế độ ăn kiêng có cùng giá trị năng lượng đều thực hiện như nhau để giảm cân, ngoại trừ một yếu tố khác biệt là mọi người có thể tuân thủ chương trình ăn kiêng tốt như thế nào. Một nghiên cứu so sánh các nhóm dùng ít chất béo, ít carbohydrate và chế độ ăn Địa Trung Hải được tìm thấy ở sáu tháng, chế độ ăn ít carbohydrate vẫn có hầu hết mọi người tuân thủ nó, nhưng sau đó tình hình đã đảo ngược: sau hai năm, lượng carbohydrate thấp nhóm có tỷ lệ mất hiệu lực cao nhất. This may be due to the comparatively limited food choice of low-carbohydrate diets.

### Trọng lượng cơ thể
Các nghiên cứu đã chỉ ra rằng những người giảm cân với chế độ ăn ít carbohydrate, so với chế độ ăn ít chất béo, ban đầu giảm cân hơn một chút, tương đương với khoảng 100kcal / ngày, nhưng lợi thế giảm dần theo thời gian và cuối cùng không đáng kể. Hội nội tiết nói rằng "khi lượng calo được giữ không đổi [...] sự tích lũy chất béo trong cơ thể dường như không bị ảnh hưởng bởi những thay đổi rất rõ rệt về lượng chất béo so với carbohydrate trong chế độ ăn uống."
Phần lớn các nghiên cứu về chế độ ăn kiêng carbohydrate thấp có chất lượng kém và các nghiên cứu báo cáo những tác động lớn đã thu hút sự chú ý không cân xứng so với những phương pháp có vẻ phương pháp luận. Các nghiên cứu chất lượng cao có xu hướng không tìm thấy sự khác biệt có ý nghĩa về kết quả giữa chế độ ăn ít chất béo và ít carbohydrate. Chất lượng thấp phân tích tổng hợp có xu hướng báo cáo thuận lợi về tác dụng của carbohydrate thấp chế độ ăn kiêng: một tổng quan hệ thống thấy rằng 9 trên 10 phân tích tổng hợp với kết luận tích cực đã bị ảnh hưởng bởi xu hướng xuất bản.

### Sức khỏe tim mạch
Thời điểm năm 2016 Không rõ liệu chế độ ăn ít carbohydrate có ảnh hưởng có lợi cho sức khỏe tim mạch hay không, mặc dù chế độ ăn như vậy có thể gây ra mức cholesterol LDL cao, có nguy cơ xơ vữa động mạch trong thời gian dài. Những thay đổi thuận lợi tiềm tàng trong các giá trị triglyceride và HDL cholesterol nên được cân nhắc với những thay đổi bất lợi tiềm tàng trong LDL và tổng giá trị cholesterol.
Một số thử nghiệm kiểm soát ngẫu nhiên đã chỉ ra rằng chế độ ăn ít carbohydrate, đặc biệt là chế độ ăn ít carbohydrate, thực hiện tốt hơn chế độ ăn ít chất béo trong việc cải thiện các yếu tố nguy cơ chuyển hóa tim trong thời gian dài, cho thấy chế độ ăn ít carbohydrate là khả thi lựa chọn bên cạnh chế độ ăn ít chất béo cho những người có nguy cơ mắc bệnh tim mạch.
Chỉ có bằng chứng chất lượng kém về tác dụng của các chế độ ăn khác nhau trong việc giảm hoặc ngăn ngừa huyết áp cao, nhưng nó cho thấy chế độ ăn ít carbohydrate là một trong những chế độ tốt hơn, trong khi chế độ ăn DASH thực hiện tốt.

### Bệnh tiểu đường
Có rất ít bằng chứng về hiệu quả của chế độ ăn ít carbohydrate đối với những người mắc bệnh tiểu đường loại 1. Đối với một số người, có thể khả thi khi tuân theo chế độ carbohydrate thấp kết hợp với liều insulin được quản lý cẩn thận, điều này có thể khó duy trì và có những lo ngại về tác dụng phụ có hại cho sức khỏe do chế độ ăn kiêng gây ra. Nói chung, những người mắc bệnh tiểu đường loại 1 nên tuân theo kế hoạch ăn uống cá nhân.
Tỷ lệ carbohydrate trong chế độ ăn uống không liên quan đến nguy cơ bệnh tiểu đường loại 2, mặc dù có một số bằng chứng cho thấy chế độ ăn uống có chứa một số mặt hàng carbohydrate cao & ndash; chẳng hạn như đồ uống có đường hoặc gạo trắng & ndash; có liên quan đến tăng nguy cơ. 
Một số bằng chứng chỉ ra rằng tiêu thụ ít thực phẩm carbohydrate có thể làm giảm biomarker của bệnh tiểu đường loại 2.
Một báo cáo năm 2018 về bệnh tiểu đường loại 2 của Hiệp hội tiểu đường Hoa Kỳ (ADA) và Hiệp hội nghiên cứu về bệnh tiểu đường châu Âu (EASD) cho thấy chế độ ăn ít carbohydrate có thể không tốt bằng chế độ ăn Địa Trung Hải để cải thiện kiểm soát đường huyết, và mặc dù có trọng lượng cơ thể khỏe mạnh là rất quan trọng, "không có một tỷ lệ carbohydrate, protein và lượng chất béo nào là tối ưu cho mọi người mắc bệnh tiểu đường loại 2". Không có bằng chứng tốt cho thấy chế độ ăn ít carbohydrate tốt hơn chế độ chế độ ăn uống lành mạnh thông thường, trong đó carbohydrate thường chiếm hơn 40% lượng calo tiêu thụ. 
Chế độ ăn ít carbohydrate không ảnh hưởng đến chức năng thận của những người mắc bệnh tiểu đường loại 2.
Hạn chế tiêu thụ carbohydrate thường dẫn đến cải thiện kiểm soát glucose, mặc dù không giảm cân lâu dài. Chế độ ăn ít carbohydrate có thể hữu ích để giúp những người mắc bệnh tiểu đường loại 2 giảm cân, nhưng "không có cách tiếp cận nào được chứng minh là luôn vượt trội". 
Theo ADA, những người mắc bệnh tiểu đường nên "phát triển các mô hình ăn uống lành mạnh thay vì tập trung vào các chất dinh dưỡng đa lượng, vi chất dinh dưỡng hoặc thực phẩm đơn lẻ". Họ khuyến cáo rằng carbohydrate trong chế độ ăn nên đến từ "rau, đậu, trái cây, sữa (sữa và sữa chua), và ngũ cốc nguyên hạt", trong khi thực phẩm tinh chế cao và đồ uống có đường nên tránh.

### Tập thể dục và mệt mỏi
Một chế độ ăn ít carbohydrate đã được tìm thấy để giảm khả năng chịu đựng cho những nỗ lực tập luyện cường độ cao và cơ bắp bị suy yếu glycogen sau những nỗ lực như vậy chỉ được bổ sung từ từ nếu chế độ ăn ít carbohydrate. Lượng carbohydrate không đủ trong quá trình tập luyện thể thao gây ra nhiễm toan chuyển hóa, có thể là nguyên nhân gây ra hiệu suất suy giảm đã được quan sát.

### Chế độ ăn ketogen
Chế độ ăn ketogen là chế độ ăn nhiều chất béo, ít carbohydrate được sử dụng để điều trị thời thơ ấu kháng thuốc động kinh. 
Vào những năm 2010, nó đã trở thành fad diet cho những người muốn giảm cân. UNhững người sử dụng chế độ ăn ketogen có thể không đạt được hiệu quả giảm cân bền vững, vì điều này đòi hỏi phải kiêng khem carbohydrate nghiêm ngặt, và duy trì chế độ ăn kiêng là khó khăn. Rủi ro có thể xảy ra khi sử dụng chế độ ăn ketogen trong thời gian dài có thể bao gồm sỏi thận, loãng xương hoặc tăng mức axit uric, một yếu tố rủi ro đối với bệnh gút.
Thực hành chế độ ăn ketogen (chế độ ăn ít carbohydrate) để giảm cân đã tăng tỷ lệ tử vong (đặc biệt là từ ung thư và bệnh tim mạch), nhưng tăng tỷ lệ tử vong chỉ liên quan đến chế độ ăn uống dựa trên động vật, trong khi đó tỷ lệ tử vong đã giảm với chế độ ăn uống thực vật.

### An toàn
Chế độ ăn ít carbohydrate có thể liên quan đến tăng tỷ lệ tử vong, cũng như chế độ ăn nhiều carbohydrate.
Tính đến  năm 2018 
nghiên cứu đã không chú ý đầy đủ đến tiềm năng tác dụng phụ của chế độ ăn kiêng hạn chế carbohydrate, đặc biệt là vi chất dinh dưỡng, sức khỏe xương và ung thư. 
Một phân tích tổng hợp báo cáo rằng các tác dụng phụ có thể bao gồm "táo bón, nhức đầu, chứng hôi miệng, chuột rút cơ bắp và suy nhược chung".
Ketosis gây ra bởi chế độ ăn ít carbohydrate đã dẫn đến các trường hợp được báo cáo là ketoacidosis, một tình trạng đe dọa tính mạng. 
Điều này đã dẫn đến gợi ý rằng ketoacidosis nên được coi là mối nguy hiểm tiềm ẩn của chế độ ăn ít carbohydrate.
Trong một [toàn diện [tổng quan hệ thống]] năm 2018, Churuangsuk và các đồng nghiệp đã báo cáo rằng báo cáo trường hợp làm phát sinh mối lo ngại về những rủi ro tiềm ẩn khác của chế độ ăn kiêng carbohydrate thấp bao gồm hôn mê hyperosmole, bệnh não Wernicke , bệnh thần kinh thị giác từ thiếu thiamine, hội chứng mạch vành cấp tính và rối loạn lo âu.
Hạn chế đáng kể tỷ lệ carbohydrate trong các rủi ro chế độ ăn uống gây ra suy dinh dưỡng, và có thể gây khó khăn để có đủ chất xơ thực phẩm để giữ sức khỏe.
Vào năm 2014, có vẻ như liên quan đến nguy cơ tử vong đối với những người mắc bệnh tim mạch, loại carbohydrate tiêu thụ rất quan trọng; chế độ ăn tương đối nhiều chất xơ và ngũ cốc dẫn đến giảm nguy cơ tử vong do bệnh tim mạch so với chế độ ăn nhiều ngũ cốc tinh chế.

## Lịch sử

### Mô tả đầu tiên
Năm 1797, John Rollo đã báo cáo về kết quả điều trị hai bệnh tiểu đường sĩ quan quân đội với chế độ ăn ít carbohydrate và thuốc men. Một loại carbohydrate rất thấp, chế độ ăn ketogen là phương pháp điều trị tiêu chuẩn cho bệnh tiểu đường trong suốt thế kỷ 19.
Năm 1863, William Banting, một nhà sản xuất quan tài và quan tài người Anh béo phì trước đây, đã xuất bản "Letter on Corpulence gửi đến công chúng", trong đó ông mô tả một chế độ ăn kiêng để kiểm soát cân nặng từ bỏ bánh mì, bơ, sữa, đường ăn, bia và khoai tây. Cuốn sách nhỏ của ông đã được đọc rộng rãi, đến nỗi một số người đã sử dụng thuật ngữ "Bites" cho hoạt động bây giờ được gọi là "ăn kiêng".
Đầu những năm 1900 Frederick Madison Allen đã phát triển một chế độ ngắn hạn rất hạn chế được mô tả bởi Walter R. Steiner tại hội nghị thường niên năm 1916 của Hiệp hội Y khoa bang Connecticut như The Starvation Treatment of Diabetes Mellitus.:176–177 Chế độ ăn kiêng này thường được thực hiện trong bệnh viện để đảm bảo tuân thủ và an toàn tốt hơn.:179

### Chế độ ăn ít carbohydrate hiện đại
Chế độ ăn ít carbohydrate khác trong những năm 1960 bao gồm chế độ ăn kiêng của Không quân và chế độ người uống rượu. Năm 1972, Robert Atkins đã xuất bản Dr. Atkins Diet Revolution,trong đó ủng hộ chế độ ăn ít carbohydrate mà ông đã sử dụng thành công trong điều trị cho những người trong thập niên 1960. 
Cuốn sách là một thành công xuất bản, nhưng đã bị chỉ trích rộng rãi bởi cộng đồng y tế chính thống là nguy hiểm và gây hiểu lầm, do đó hạn chế sự hấp dẫn của nó tại thời điểm đó.
Khái niệm về chỉ số đường huyết được phát triển vào năm 1981 bởi David Jenkins để giải thích cho sự khác biệt về tốc độ tiêu hóa của các loại carbohydrate khác nhau. Khái niệm này phân loại thực phẩm theo mức độ nhanh chóng của tác dụng của chúng đối với mức đường huyết Bản mẫu:Spained ndash với việc tiêu hóa nhanh carbohydrate đơn giản gây tăng mạnh hơn và tiêu hóa chậm hơn các carbohydrate phức tạp, chẳng hạn như các ngũ cốc, chậm hơn.
Năm 1992, Atkins đã xuất bản một bản cập nhật từ cuốn sách năm 1972 của mình,  Dr. Atkins New Diet Revolution , và các bác sĩ khác bắt đầu xuất bản sách dựa trên cùng các nguyên tắc.  Vào cuối những năm 1990 và đầu những năm 2000, chế độ ăn ít carbohydrate đã trở thành một trong những chế độ ăn kiêng phổ biến nhất ở Mỹ. Theo một số tài khoản, có tới 18% dân số đang sử dụng một loại chế độ ăn ít carbohydrate hoặc loại khác ở mức độ phổ biến của họ.
Nhà sản xuất thực phẩm và chuỗi nhà hàng đã lưu ý xu hướng này, vì nó ảnh hưởng đến hoạt động kinh doanh của họ. Các bộ phận của cộng đồng y tế chính thống đã tố cáo chế độ ăn ít carbohydrate là nguy hiểm cho sức khỏe, chẳng hạn như AHA năm 2001, và Quỹ thận Mỹ năm 2002.